# Fotbollsallsvenskan 2011
Die Fotbollsallsvenskan 2011 war die 87. Spielzeit der höchsten schwedischen Fußballliga, die zwischen dem 3. April und dem 23. Oktober 2011 ausgetragen wurde. Drei Spieltage vor Saisonende sicherte sich Helsingborgs IF den schwedischen Meistertitel, als Supercup- und Pokalsieger 2011 dominierte der Klub die gesamte Spielzeit.

## Modus
16 Mannschaften spielten in Hin- und Rückspiel an 30. Spieltagen um den Lennart-Johansson-Pokal für den schwedischen Meistertitel sowie um den Einzug in den Europapokal und gegen den Abstieg in die zweitklassige Superettan.
Der Tabellenführer nach dem letzten Spieltag wurde schwedischer Landesmeister und war damit zur Teilnahme an der Qualifikation zur UEFA Champions League 2012/13 berechtigt. Die zwei dahinter platzierten Mannschaften zogen neben dem Sieger des Landespokals in die Qualifikation zur UEFA Europa League 2012/13 ein. Die beiden Tabellenletzten stiegen direkt in die Superettan ab, der Drittletzte trat in einer aus Hin- und Rückspiel bestehenden Relegationsrunde gegen den Tabellendritten der zweiten Liga an.

## Spielzeit

### Saisonverlauf
Zu Beginn der Spielzeit fanden sich Vorjahresmeister Malmö FF und Helsingborgs IF, der Vizemeister sowie Pokalsieger, nach vier Erfolgen zum Auftakt wieder an der Tabellenspitze und waren ebenso wie AIK nach vier Spieltagen ungeschlagen, während zeitgleich am Tabellenende IFK Göteborg, Djurgårdens IF, Halmstads BK und Liganeuling Syrianska FC auf den ersten Saisonerfolg warteten. Nachdem der Helsingborgs IF an den folgenden Spieltag seine Spitzenposition trotz der ersten Saisonniederlage am achten Spieltag gegen AIK behauptet hatte, entwickelte sich bis zur Saisonhälfte eine
Bis zur Saisonhalbzeit am 15. Spieltag behauptete Helsingborgs IF mit einer Saisonniederlage die Tabellenspitze, gefolgt von Kalmar FF und IF Elfsborg mit jeweils drei Punkten Rückstand. Als Tabellenvierter überraschte der Gefle IF, der im Vorjahr erst in den Relegationsspielen die Klasse gehalten. Zu Mitte der Spielzeit hatten IFK Göteborg und Djurgårdens IF ihren anfänglichen Negativtrend abgewehrt und sich in den mittleren Tabellenbereich vorgeschoben. Den umgekehrten Weg nahmen Örebro SK und Aufsteiger IFK Norrköping: zu Saisonbeginn noch im oberen Tabellendrittel, rutschten die Klubs nach länger anhaltenden Serien siegloser Spiele in der Tabelle ab. Im hinteren Tabellendrittel kristallisierte sich mit IFK Norrköping, Syrianska FC, Trelleborgs FF und Mjällby AIF ein Quartett im Kampf um den Klassenerhalt heraus, während dahinter Halmstads BK mit einem Sieg und sieben Punkten aus 15 Spielen bereits acht Punkte Rückstand auf einen Nicht-Abstiegsplatz hatte.
Trotz eines Trainerwechsels verpasste Halmstads BK den Anschluss an die Konkurrenz. Bereits drei Spieltage vor Saisonende stand die Mannschaft nach einer 0:1-Heimniederlage durch ein Tor von Abgar Barsom im direkten Duell mit dem vor Spielbeginn ebenfalls auf einem Abstiegsplatz befindlichen Syrianska FC vorzeitig als erster Absteiger fest. Mit einer erneuten Negativserie war Djurgårdens IF abermals in die Nähe der Abstiegsränge, insbesondere da die anderen Konkurrenten punktemäßig den Anschluss an das hintere Mittelfeld geschafft hatten.
Keine 24 Stunden nachdem der erste Absteiger feststand, fiel auch die Entscheidung an der Ligaspitze. Kalmar FF hatte sich zwischenzeitlich aus dem Titelrennen verabschiedet und war im Spitzentrio durch AIK insbesondere aufgrund seines Stürmerduos Ibrahim Teteh Bangura und Mohamed Bangura – beide verließen den Verein jedoch im August während der Sommertransferperiode – ersetzt worden. Während AIK und IF Elfsborg in verschiedenen Spielen Punkte ließen, setzte sich Helsingborgs IF von der Konkurrenz ab. Zwar verlor der Klub das direkte Duell gegen IF Elfsborg am 26. Spieltag, so dass der Abstand sich auf sieben Punkte reduzierte. Am folgenden Spieltag verlor jedoch IF Elfsborg sein Auswärtsspiel bei Mjällby AIF, während der Verein aus Helsingborgs mit einem 3:1-Auswärtssieg bei GAIS den Vorsprung auf bei drei ausstehenden Spielen uneinholbare zehn Punkte erhöhte. Damit gewann die Mannschaft zum siebten Mal den schwedischen Meistertitel. Nachdem die Mannschaft vor Saisonbeginn bereits den Supercup gewonnen hatte, vervollständigte sie zwei Wochen nach Saisonschluss den nationalen Triplegewinn. Im Endspiel um den Landespokal schlug sie durch Tore von Álvaro Santos, May Mahlangu und Christoffer Andersson bei einem Gegentor von Erik Israelsson den Ligakonkurrenten Kalmar FF mit 3:1. Aufgrund des Meisterschaftsgewinns des Gegners ist Kalmar FF dennoch im Europapokal startberechtigt.

#### Tabellenführer
Hierunter sind die jeweiligen Tabellenführer je Spieltag abgebildet.

#### Spielabbrüche
Mehrere durch Fanausschreitungen und den Einsatz von Pyrotechnik durch Ultràs erzwungene Spielabbrüche überschatteten die Spielzeit. Am fünften Spieltag erlebte die Liga dabei ihren ersten Aufreger: Das Spiel Syrianska FC gegen AIK wurde beim Stand von 1:0 für Syrianska in der ersten Halbzeit abgebrochen, nachdem ein Schiedsrichterassistent von einem Böller verletzt wurde. Das Spiel wurde letztlich mit einem 3:0-Erfolg für Syrianska FC gewertet, zudem wurde AIK zu einer Geldstrafe verurteilt. Auch der seinerzeitige Tabellenführer Helsingborgs IF war im Schonen-Derby gegen den Tabellenzweiten Malmö FF am zehnten Spieltag am 24. Mai von einem Spielabbruch betroffen. Direkt nach dem Führungstreffer von Helsingborgs IF durch ein Tor von Rachid Bouaouzan wurde der Torhüter des Klubs Pär Hansson zunächst mit Böllern beschossen, ehe er nach einem Platzsturm von einem Anhänger des Malmö FF attackiert wurde. Auch dieses Spiel wurde mit einem 3:0-Sieg gewertet, so dass Helsingborgs IF wieder an die Tabellenspitze rückte.
Am 30. Juli kam es im Malmöer Swedbank Stadion erneut zu einem Spielabbruch, als Malmö FF am 19. Spieltag Djurgårdens IF empfing. Erneut wurden Feuerwerkskörper gezündet, eine in Richtung des Spielfelds geschossene Rakete traf beinahe einen Fotografen. Da die Täter nicht eindeutig zuzuordnen waren, entschied der Disziplinarausschuss des Verbandes, dass die Partie zu wiederholen sei. Angesichts der Europapokalspiele von Malmö FF erzeugte diese Entscheidung Terminschwierigkeiten, da der Klub im Herbst zudem ein Nachholspiel gegen BK Häcken zu absolvieren hatte und alle Mannschaften – um Wettbewerbsverzerrungen zu vermeiden – parallel die Saison beenden sollten. Dies führte letztlich dazu, dass die Mannschaft zwischen dem 13. und 17. Oktober drei Spiele auszutragen hatte – die Nachholspiele am 13. respektive 15., das reguläre Spiel gegen Syrianska FC im Rahmen des 29. Spieltages am 17. Oktober.

#### Abschneiden im Europapokal
Da in Schweden innerhalb des Kalenderjahres gespielt wird, stellt die im November 2010 abgelaufenen Spielzeit die Qualifikation zu den jeweiligen Europapokalwettbewerben dar. Die Anzahl der Teilnehmer und die Runde des Einstiegs bestimmen sich dabei über die UEFA-Fünfjahreswertung, wobei als 28. der Wertung zum relevanten Stichtag der nationale Verband einen Klub als Teilnehmer für die UEFA Champions League und neben dem Pokalsieger zwei weitere Teilnehmer für die UEFA Europa League stellte. Zusätzlich erhielt der Verband ein Startrecht über die Fair-Play-Wertung der UEFA.
Als Meister der Spielzeit 2010 qualifizierte sich Malmö FF entsprechend der Wertung für die 2. Qualifikationsrunde der UEFA Champions League 2011/12. Dort setzte sich die Mannschaft gegen den Färöer Meister HB Tórshavn mit einem 2:0-Heimerfolg und einem 1:1-Unentschieden durch. Anschließend traf der Klub auf die Glasgow Rangers und entschied das Hinspiel im Ibrox Stadium durch ein Tor von Daniel Larsson mit einem 1:0-Sieg für sich. Nach einem hart umkämpften Rückspiel – zwei Spieler wurden Tätlichkeiten sowie einer nach wiederholtem Foulspiel des Feldes verwiesen – stieg der schwedische Meister dank eines 1:1-Unentschiedens in die Play-off-Runde auf. Dort traf er auf den kroatischen Vertreter Dinamo Zagreb. Nach einer 4:1-Auswärtsniederlage im Hinspiel nahezu chancenlos, brachten Tore von Wilton Figueiredo und Pontus Jansson zwar kurzzeitig erneut Spannung auf, der 2:0-Erfolg war jedoch letztlich zu wenig zum Erreichen der Gruppenphase der Champions League. Damit war die Mannschaft allerdings für die UEFA Europa League 2011/12 qualifiziert, wo sie – aus dem vierten Topf gezogen – in eine Gruppe mit AZ Alkmaar, Metalist Charkiw und dem FK Austria Wien gelost wurde.
Der Vorjahresvierte IF Elfsborg und Fair-Play-Wertungs-Dritter BK Häcken mussten bereits in der 1. Qualifikationsrunde der UEFA Europa League 2011/12 antreten, setzten sich aber gegen die jeweils Luxemburger Mannschaften CS Fola Esch respektive UN Käerjéng 97 mit teils deutlichen Siegen durch. In der 2. Qualifikationsrunde stieß Örebro SK hinzu, schied aber gegen den bosnischen Vertreter FK Sarajevo aus. Hierbei sorgte Kushtrim Lushtaku für Schlagzeilen, als ihm am 20. Juli die Anreise zum Auswärtsspiel aufgrund seiner kosovarischen Staatsbürgerschaft verwehrt wurde. Die beiden anderen Mannschaften waren hingegen weiters erfolgreich, IFE bezwang Sūduva Marijampolė aus Litauen und BK Häcken schaltete mit zwei Siegen den finnischen Klub FC Honka aus. Als amtierender Pokalsieger trat der Vizemeister Helsingborgs IF in der 3. Qualifikationsrunde in Erscheinung, trotz eines verlorenen Hinspiels gegen Bne Jehuda Tel Aviv erreichte die Mannschaft die Play-off-Runde. Dort war sie jedoch alleiniger schwedischer Vertreter: Nachdem IF Elfsborg das Hinspiel gegen Aalesunds FK mit einer 0:4-Auswärtsniederlage beendet hatte, war ein 1:1-Unentschieden im Rückspiel zu wenig, BK Häcken konnte zwar das Rückspiel gegen Nacional Funchal mit 2:1 gewinnen, hatte das Hinspiel mit einer 0:3-Niederlage ähnlich hoch verloren. Der seinerzeitige Tabellenführer der Allsvenskan bekam es in den Play-off-Spielen mit dem belgischen Klub Standard Lüttich zu tun. Dieser erwies sich als zu stark und stieg nach zwei Siegen in die Gruppenphase auf, so dass Malmö FF als Verlierer der Champions-League-Play-offs als einziger schwedischer Vertreter die Hauptrunde eines Europapokals erreichte.

### Trainerwechsel
Bereits wenige Tage nach Abschluss der Vorsaison kam es im November 2010 zu einer Veränderung auf der Trainerbank in der Allsvenskan. Am 10. November trennte sich AIK vom erst im Juni des Jahres verpflichteten Schotten Alex Miller, unter dessen Leitung der Meister von 2009 den Klassenerhalt als Tabellenelfter geschafft hatte. Nach einmonatiger Suche und Diskussionen über einen geeigneten Nachfolger erkor der Klub Mitte Dezember den vormaligen Spieler und Assistenztrainer Andreas Alm zum neuen Trainer, der einen bis Ende 2013 gültigen Kontrakt unterzeichnete. Wenige Wochen später präsentierte auch der Ligakonkurrent Halmstads BK einen neuen Trainer, nachdem Lars Jacobsson entlassen worden war. Der Klub verpflichtete den Spanier Josep Clotet Ruiz, der vorher als Assistenztrainer mit dem Malmö FF den schwedischen Meistertitel gewonnen hatte. Auch beim Aufsteiger IFK Norrköping veränderte sich die Zuständigkeit, nachdem der auslaufende Vertrag von Göran Bergort nicht verlängert worden war. Am 1. Dezember präsentierte der Klub Jan Andersson als neuen Übungsleiter, der eine Managerrolle nach englischem Vorbild übernahm.
Den ersten Trainerwechsel in der laufenden Spielzeit vollzog der Stockholmer Verein Djurgårdens IF am 3. Mai des Jahres. Nachdem die Mannschaft sieglos nach sechs Spieltagen mit einem Punkt am Tabellenende stand, veränderte die Vereinsleitung einige Zuständigkeiten im sportlichen Bereich. In diesem Zusammenhang trennte sich der Klub von Lennart Wass und übergab die Verantwortung an Magnus Pehrsson, der ebenfalls eine Managerrolle nach englischem Vorbild einnahm. Am Ende des Monats übernahm Rikard Norling das Traineramt beim amtierenden Meister Malmö FF, nachdem der dänische Meister FC Kopenhagen den bisherigen Trainer Roland Nilsson als Nachfolger des nach Deutschland abgewanderten Ståle Solbakken verpflichtet hatte. Am 5. Juli folgte der als Tabellenletzter ebenfalls in eine sportliche Misere geratene Halmstads BK, dem bis zur Saisonhalbzeit lediglich ein Saisonsieg gelungen war, und ersetzte den erst zu Saisonbeginn verpflichteten Josep Clotet Ruiz durch Jens Gustafsson.
Im weiteren Saisonverlauf kam es zu keinen weiteren Trainerwechseln. Im September kündigte IFK Göteborg jedoch an, die zum Jahresende auslaufenden Verträge von Stefan Rehn und Jonas Olsson nicht zu verlängern, und präsentierte kurze Zeit später mit Mikael Stahre einen Nachfolger. Dieser hatte mit AIK 2009 das Double aus Meistertitel und Pokalsieg gewonnen, sein anschließender Auslandsaufenthalt beim griechischen Erstligisten Panionios Athen war jedoch erfolglos geblieben und er nach seiner dortigen Entlassung im Oktober 2010 ohne Trainerposten gewesen.
Direkt nach Saisonschluss trat Tom Prahl von seinem Engagement beim Trelleborgs FF zurück, nachdem der Verein unter seiner Leitung den Klassenerhalt verpasst hatte, und beendete seine Trainerkarriere. Sein bisheriger Assistent Alf Westerberg übernahm wenige Tage später den vakanten Posten.
Eine Woche später verkündete auch Magnus Haglund seinen Abschied als Cheftrainer beim IF Elfsborg, dessen Mannschaft er acht Jahre lang betreut und in der Spielzeit 2006 zum Meistertitel geführt hatte.

## Abschlusstabelle
| Pl. | Verein              | Sp. | S  | U  | N  | Tore    | Diff. | Punkte |
| --- | ------------------- | --- | -- | -- | -- | ------- | ----- | ------ |
| 1.  | Helsingborgs IF (P) | 30  | 18 | 9  | 3  | 055:270 | +28   | 63     |
| 2.  | AIK Solna           | 30  | 18 | 4  | 8  | 046:270 | +19   | 58     |
| 3.  | IF Elfsborg         | 30  | 18 | 3  | 9  | 052:320 | +20   | 57     |
| 4.  | Malmö FF (M)        | 30  | 15 | 9  | 6  | 037:300 | +7    | 54     |
| 5.  | GAIS Göteborg       | 30  | 16 | 3  | 11 | 047:340 | +13   | 51     |
| 6.  | BK Häcken           | 30  | 14 | 7  | 9  | 052:320 | +20   | 49     |
| 7.  | IFK Göteborg        | 30  | 13 | 6  | 11 | 042:340 | +8    | 45     |
| 8.  | Kalmar FF           | 30  | 13 | 5  | 12 | 039:340 | +5    | 44     |
| 9.  | Gefle IF            | 30  | 10 | 11 | 9  | 031:390 | −8    | 41     |
| 10. | Mjällby AIF         | 30  | 12 | 4  | 14 | 033:390 | −6    | 40     |
| 11. | Djurgårdens IF      | 30  | 10 | 6  | 14 | 036:400 | −4    | 36     |
| 12. | Örebro SK           | 30  | 11 | 3  | 16 | 036:450 | −9    | 36     |
| 13. | IFK Norrköping (N)  | 30  | 9  | 7  | 14 | 032:490 | −17   | 34     |
| 14. | Syrianska FC (N)    | 30  | 8  | 4  | 18 | 027:440 | −17   | 28     |
| 15. | Trelleborgs FF      | 30  | 7  | 4  | 19 | 039:640 | −25   | 25     |
| 16. | Halmstads BK        | 30  | 3  | 5  | 22 | 024:580 | −34   | 14     |

Platzierungskriterien: 1. Punkte – 2. Tordifferenz – 3. geschossene Tore

| Zum Saisonende 2011: |                                                                     |
| Schwedischer Meister, Teilnahme an der Qualifikation zur UEFA Champions League 2012/13 Teilnahme an der 2. Qualifikationsrunde zur UEFA Europa League 2012/13 Teilnahme an der 1. Qualifikationsrunde zur UEFA Europa League 2012/13 Teilnahme an der Relegation gegen den Abstieg Abstieg in die Superettan 2012 |                                                                     |
| |                                                                     |
| Zum Saisonende 2010: |                                                                     |
| (M) | Amtierender Meister: Malmö FF                                       |
| (P) | Amtierender Pokalsieger 2010: Helsingborgs IF                       |
| (N) | Neuaufsteiger aus der Superettan 2010: Syrianska FC, IFK Norrköping |

## Kreuztabelle
Die Kreuztabelle stellt die Ergebnisse aller Spiele dieser Saison dar. Die Heimmannschaft ist in der linken Spalte aufgelistet und die Gastmannschaft in der obersten Reihe.
| 2011 | 2011            | Helsingborgs IF | AIK Solna | IF Elfsborg | Malmö FF | GAIS Göteborg | BK Häcken | GÖT | Kalmar FF | Gefle IF | Mjällby AIF | Djurgårdens IF | Örebro SK | IFK Norrköping | Syrianska FC | TRE | Halmstads BK |
| 1.   | Helsingborgs IF |                 | 1:1       | 1:0         | 2:2      | 1:1           | 1:1       | 2:1 | 1:0       | 3:0      | 3:0         | 3:0            | 2:0       | 1:1            | 1:0          | 7:3 | 2:1          |
| 2.   | AIK Solna       | 2:1             |           | 0:1         | 2:0      | 2:1           | 2:1       | 2:0 | 2:1       | 0:2      | 3:0         | 0:1            | 1:0       | 3:0            | 1:0          | 3:0 | 4:0          |
| 3.   | IF Elfsborg     | 3:2             | 2:2       |             | 3:0      | 1:3           | 2:1       | 3:2 | 0:0       | 3:0      | 4:0         | 2:1            | 3:0       | 2:1            | 2:1          | 3:0 | 3:2          |
| 4.   | Malmö FF        | 0:3             | 1:1       | 2:1         |          | 2:1           | 1:0       | 0:2 | 2:0       | 0:0      | 1:0         | 1:0            | 2:1       | 2:1            | 1:0          | 1:1 | 3:1          |
| 5.   | GAIS Göteborg   | 1:3             | 2:0       | 0:2         | 2:0      |               | 1:0       | 1:0 | 1:0       | 2:3      | 3:0         | 2:1            | 4:1       | 1:2            | 1:0          | 4:0 | 2:1          |
| 6.   | BK Häcken       | 1:1             | 3:1       | 2:0         | 1:1      | 2:0           |           | 3:1 | 1:2       | 0:0      | 6:0         | 2:0            | 1:2       | 2:2            | 4:0          | 1:0 | 3:1          |
| 7.   | IFK Göteborg    | 1:2             | 3:1       | 1:1         | 0:0      | 2:1           | 2:2       |     | 2:0       | 3:0      | 0:1         | 0:4            | 0:1       | 3:0            | 3:0          | 1:1 | 3:1          |
| 8.   | Kalmar FF       | 1:2             | 1:0       | 2:1         | 1:2      | 2:1           | 2:0       | 0:0 |           | 0:0      | 0:3         | 3:2            | 4:1       | 5:0            | 2:0          | 3:2 | 1:0          |
| 9.   | Gefle IF        | 2:0             | 0:3       | 1:0         | 2:0      | 1:3           | 2:2       | 1:0 | 1:1       |          | 0:0         | 0:0            | 0:1       | 2:0            | 2:1          | 1:2 | 2:1          |
| 10.  | Mjällby AIF     | 0:1             | 0:2       | 2:1         | 1:1      | 1:1           | 1:2       | 0:2 | 1:0       | 5:1      |             | 3:0            | 2:1       | 0:0            | 3:0          | 0:1 | 2:0          |
| 11.  | Djurgårdens IF  | 1:1             | 0:0       | 0:1         | 0:1      | 2:2           | 1:0       | 1:2 | 2:1       | 1:1      | 1:0         |                | 0:2       | 1:3            | 3:0          | 4:3 | 2:0          |
| 12.  | Örebro SK       | 1:1             | 1:2       | 0:3         | 1:2      | 3:1           | 4:0       | 0:2 | 1:2       | 2:3      | 0:2         | 1:2            |           | 2:0            | 1:0          | 4:2 | 1:0          |
| 13.  | IFK Norrköping  | 0:0             | 0:1       | 2:1         | 0:0      | 2:0           | 0:1       | 2:2 | 1:2       | 1:1      | 0:3         | 2:1            | 0:2       |                | 2:1          | 2:1 | 2:0          |
| 14.  | Syrianska FC    | 1:2             | 3:0       | 0:2         | 0:0      | 0:2           | 1:5       | 1:2 | 2:1       | 1:1      | 3:1         | 0:0            | 3:1       | 3:0            |              | 4:1 | 0:0          |
| 15.  | Trelleborgs FF  | 1:3             | 1:2       | 3:0         | 2:4      | 0:1           | 1:4       | 2:0 | 3:2       | 2:0      | 1:2         | 3:2            | 1:1       | 1:2            | 0:1          |     | 0:1          |
| 16.  | Halmstads BK    | 1:2             | 1:3       | 1:2         | 1:5      | 0:2           | 0:1       | 1:2 | 0:0       | 2:2      | 1:0         | 1:3            | 0:0       | 5:4            | 0:1          | 1:1 |              |

## Relegation
|               | Gesamt |              | Hinspiel | Rückspiel |
| ------------- | ------ | ------------ | -------- | --------- |
| Ängelholms FF | 3:4    | Syrianska FC | 2:1      | 1:3       |

Das Hinspiel in der Relegation fand am 27. Oktober in Ängelholm statt, als Ängelholms FF als Tabellendritter der Zweitligaspielzeit im heimischen Änglavallen Syrianska FC empfing. Der Erstligist ging kurz nach der Halbzeitpause durch Peter Ijeh in Führung, Treffer von Sebastian Andersson und Johan Blomberg wendeten das Spiel jedoch zu Gunsten des Gastgebers. Das Rückspiel drei Tage später verlief dramatisch: Zunächst hatte Abgar Barsom den Syrianska FC in Führung gebracht, ehe erneut Sebastian Andersson für den Zweitligisten ausglich. Johan Arneng schoss den Erstligisten in der 66. Spielminute abermals in Front, der ab der 81. Minute nach einem Platzverweis gegen Marcus Lindberg in Überzahl agierte. Kurz vor Schluss der Nachspielzeit verlängerte ÄFF-Defensivspieler David Bennhage eine Flanke ins eigene Tor, so dass die Entscheidung zu Gunsten des Klassenerhalts von Syanska FC gefallen war.

## Torschützenliste
| Pl. | Spieler               | Mannschaft         | Tore |
| --- | --------------------- | ------------------ | ---- |
| 1.  | Mathias Ranégie       | BK Häcken/Malmö FF | 21   |
| 2.  | Tobias Hysén          | IFK Göteborg       | 16   |
| 3.  | Ibrahim Teteh Bangura | AIK Solna          | 15   |
| 4.  | Mervan Çelik          | GAIS Göteborg      | 14   |
| 5.  | Mikael Dahlberg       | Gefle IF           | 10   |
| 5.  | Wanderson do Carmo    | GAIS Göteborg      | 10   |
| 5.  | Lars Nilsson          | IF Elfsborg        | 10   |
| 8.  | Marcus Ekenberg       | Mjällby AIF        | 9    |
| 8.  | Kristian Haynes       | Trelleborgs FF     | 9    |
| 8.  | Rasmus Jönsson        | Helsingborgs IF    | 9    |

Kursiv hervorgehobene Spieler haben die Liga im Saisonverlauf durch einen Vereinswechsel verlassen

## Meistermannschaft Helsingborgs IF
| 5. Titel        | Helsingborgs IF |
| Helsingborgs IF | - Tor: Pär Hansson (30/-) - Abwehr: Markus Holgersson (29/2); Christoffer Andersson (24/4); Erik Wahlstedt (19/-); Marcus Nilsson (16/-); Joseph Baffoe (13/1); Erlend Hanstveit (7/1); Hannu Patronen (6/1); Jørgen Skjelvik (3/1) - Mittelfeld: Ardian Gashi (30/1); May Mahlangu (28/4); Erik Sundin (28/8); Mattias Lindström (25/3); Simon Thern (23/2); Peter Larsson (21/4); Erik Edman (14/-); Johan Eiswohld (7/-); Sebastian Carlsén (3/-); Guðjón Pétur Lýðsson (3/-) - Sturm: Rasmus Jönsson (23/9); Rachid Bouaouzan (19/2); Alexander Gerndt (16/7); Álvaro Santos (9/1); Thomas Sørum (5/1); Emil Åberg 1/-); Mohamed Ramadan (1/-) - Trainer: Conny Karlsson |